# العمليات الفردية لمهمة أبولو 15

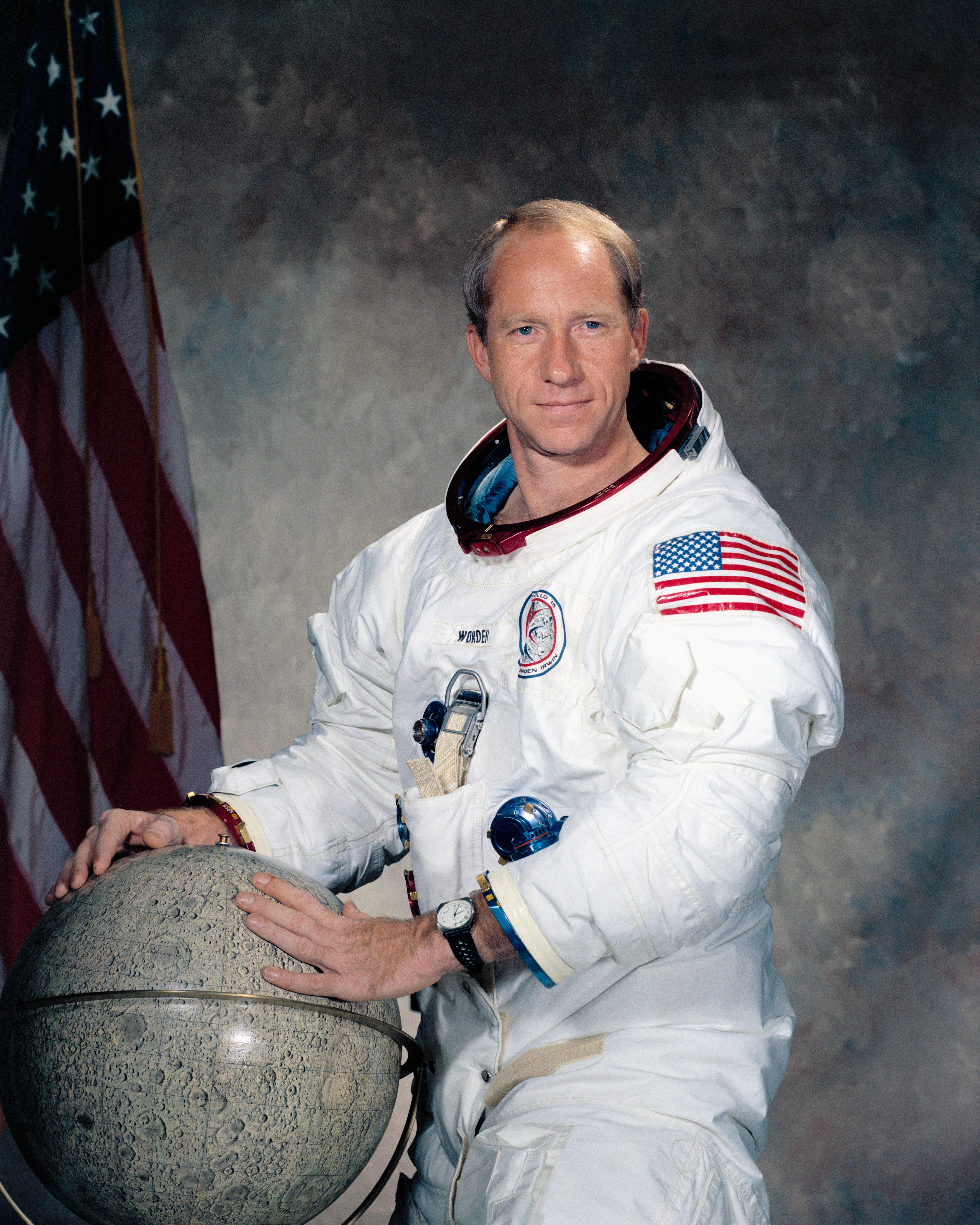
"ألفريد وردن" ربان مركبة الفضاء "Command Module Pilot" الخاصة بمهمة ابولو 15

في مهمة أبولو 15 القمرية عام 1971، وخلال ثلاثة أيام من الاستكشاف قضاها رائدا الفضاء ديفيد سكوت وجيمس أروين، انشغل قائد وحدة القيادة ألفريد وردن بإجراء عمليات رصد من المدار القمري. كانت أبولو 15 أول مهمة تحمل حاوية وحدة الأجهزة العلمية (إس آي إم)، التي شملت كاميرا بانورامية، ومطياف أشعة جاما، وكاميرا لرسم الخرائط، ومقياس ارتفاع ليزري، ومقياس طيفي كتلي. كان على وردن تشغيل المصراع والعدسات الخاصة بالكاميرات وتشغيل وإيقاف أدوات مختلفة. أثناء رحلة العودة إلى الأرض، خرج وردن من المركبة الفضائية لاسترداد أشرطة الفيلم من الكاميرات.

## اليوم الأول

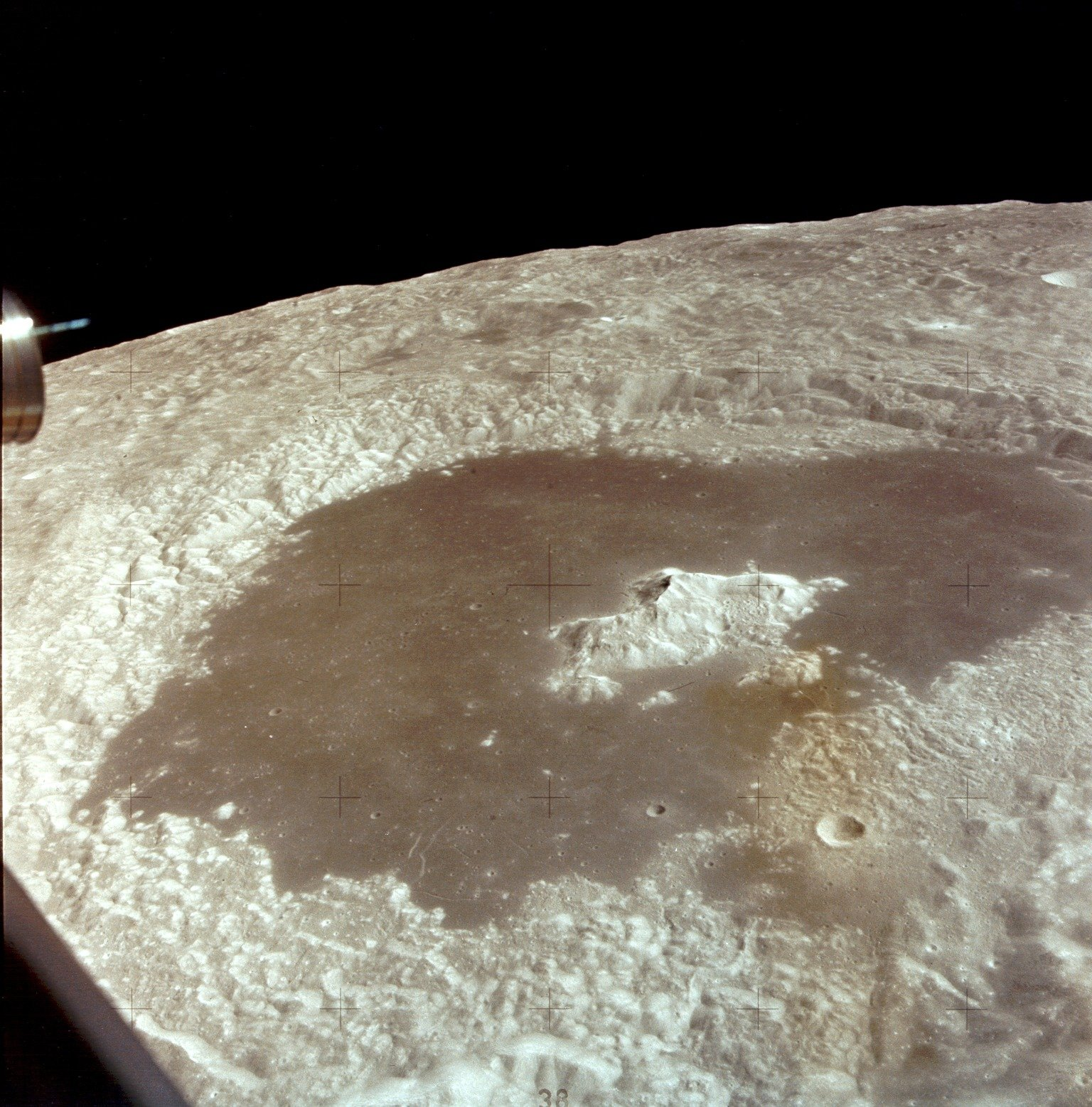
فوهة تسيولكوفسكي أبولو 15

أُجريت عمليات رصد كثيرة لسمات الجانب البعيد من القمر الذي لم يُرصد من قبل بالتفصيل. كانت الكاميرا البانورامية المُستخدمة نسخةً معدلة من كاميرا كيه إيه 80 إيه التي استخدمها سلاح الجو الأمريكي على متن أقمار التجسس الصناعية الخاصة به. تميزت عدسة الكاميرا بقطر يساوي 610 ميلليمتر ونسبة بؤرية تساوي 3.5. كانت هذه الكاميرا مماثلة للكاميرات المُستخدمة على متن طائرة لوكهيد يو 2 ولوكهيد إيه 12 وإس آر 71 بلاكبيرد. يمكن لهذه الكاميرا رصد أجسام بعرض 3 أقدام (متر واحد) على سطح القمر. استُعملت الكاميرا لالتقاط صور شريطية طويلة، بحجم 205 × 13 ميل (330 × 21 كيلومتر) لسطح القمر، على شرائط فيلم بحجم 3.8 × 4.5 بوصة (114.8 × 11.4 سنتيمتر). خلال المهمة، التقطت الكاميرا 1529 صورة قابلة للاستخدام، سُجلت على كيلومترين من الأفلام. كانت كتلة شريط الفيلم 55 باوند (25 كيلوجرام).
كانت الكاميرا الأخرى في حاوية وحدة الأجهزة العلمية مخصصةً لرسم الخرائط. تكونت كاميرا الخرائط من كاميرتين، كاميرا مترية وكاميرا نجمية. التقطت الكاميرا المترية صورًا مربعة، تغطي نحو 27000 كيلومتر مربع من سطح القمر، بدقة تبلغ 20 مترًا تقريبًا. باستخدام الكاميرا النجمية، ولوحات ريسو وغيرها من البيانات التي وفرها مقياس الارتفاع الليزري، كان من الممكن تحديد الموقع الدقيق للصور الملتقطة على سطح القمر. بالمجمل، التقطت 2240 صورة قابلة للاستخدام.
استطاع مقياس الارتفاع الليزري قياس ارتفاع وحدة القيادة فوق سطح القمر في حدود متر واحد. اسُتخدم ليزر ياقوتي نبضي بطول موجي يساوي 694.3 نانومتر بنبضات بطاقة تساوي 200 ميللي جول مدتها 10 نانوثانية. استُخدمت الكاميرا النجمية أثناء تشغيل مقياس الارتفاع الليزري على الجانب الليلي للقمر، وذلك لتحديد الموقع الدقيق لشعاع الليزر، لمعايرة نتائج مقياس الارتفاع.
بعد الهبوط، وأثناء مروره الأول فوق موقع الهبوط، حاول وردن رصد مركبة فالكون باستخدام آلة سدس بتكبير يساوي 28 ضعفًا. نجح ووردن في ذلك ما ساعد في تحديد موقع الهبوط بدقة أكبر. كانت هذه البيانات مفيدةً جدًا لمخططي المهمات القمرية لأنها ساعدتهم على تحسين خطط العبور فوق موقع سكوت وإيروين، ووصف الصور الفوتوغرافية التي التُقطت من السطح.
تضمنت تجربة أخرى استخدام إشارات الراديو الخاصة بمركبة إندوفر، سُميت تجربة رادار الإرسال السلفي ثنائي القطب واستُخدمت لقياس ثابت العزل الكهربائي لمواد سطح القمر. أثناء المرور السابع عشر فوق الجانب القريب من القمر، بينما كان وردن يتناول عشاءه، كانت المركبة الفضائية موجهةً بشكل يسمح لإشارات الراديو بالانعكاس عن سطح القمر لتُستقبل على سطح الأرض. تختلف قوة الإشارة باختلاف زاوية السقوط. عند الانعكاس بزاوية بروستر، تكون الإشارة ضعيفةً وهذا يعتمد على ثابت العزل الكهربائي.
قبل ذهابه إلى النوم، وجه ووردن المركبة الفضائية للقيام بتجارب وحدة الأجهزة العلمية، وتحديدًا أجهزة قياس الطيف.
كشف مطياف أشعة جاما إشعاعًا بطاقات تتراوح بين 1 إلكترون فولت و10 إلكترون فولت. أثناء مرور أشعة جاما عبر أسطوانة من يوديد الصوديوم المطعم بالشوائب، سينبعث ضوء يمكن اكتشافه باستخدام أنبوب تضاعف ضوئي. كشف أنبوب تضاعف ضوئي آخر جسيمات مشحونة أثناء مرورها عبر درع بلاستيكي محيط بالأسطوانة. وُضعت هذه الكواشف على ذراع بطول 25 قدم (7.6 متر) سُحبت ونُشرت بشكل دوري أثناء المهمة. وُضعت الكواشف على نهاية الذراع لعزلها عن المركبة الفضائية.
استُخدم مطياف جسيمات ألفا لقياس جسيمات ألفا المنبعثة من السطح، وتحديدًا من غاز الرادون 222 والرادون 220. تم تحسين المطياف لاكتشاف جسيمات بطاقة تتراوح بين 4.7 و9.1 ميغا إلكترون فولت. وُضع مطياف ألفا في نفس حاوية مطياف الأشعة السينية.
استُخدم مطياف الأشعة السينية لدراسة خصائص الطبقات العليا لسطح القمر. عندما تصطدم الأشعة السينية الشمسية بسطح القمر، تصدر عناصر السطح إشعاعًا سينيًا فلوريًا بطاقات محددة بشكل جيد. استُخدم المطياف لقياس هذه الإشعاع وتحديد تكوين سطح القمر.